# Officina Meccanica della Stanga
L'Officina Meccanica della Stanga (più nota con il nome al plurale di Officine Meccaniche della Stanga) è stata un'industria italiana, operante prevalentemente nel settore delle costruzioni ferro-tranviarie, sorta a Padova nel 1920.

## Storia
Il termine Stanga, di origine longobarda, indicava la zona della città dove si trovava, in via Domenico Turazza, l'originaria sede della società. Lo stabilimento era raccordato con i binari della tranvia Padova-Malcontenta-Fusina, oltre che con i raccordi ferroviari che servivano la zona industriale della città euganea.
All'inizio degli anni settanta la sede venne trasferita in corso Stati Uniti sempre a Padova.
Dal 1983 la società entrò a far parte del gruppo Firema Trasporti S.p.A.

## Produzione
Nonostante importanti commesse tranviarie sul finire degli anni venti ed altre ferroviarie degli anni trenta, la notorietà di questa industria era in quel periodo legata al trasferimento dell'ingegnere Mario Urbinati, direttore tecnico dalla Stefer di Roma, che intorno alla metà degli anni trenta brevettò nelle officine padovane il sistema di articolazione delle casse per i rotabili. Tale dispositivo, noto quindi come "giostra Urbinati", fu applicato subito ai tram di produzione Stanga, commissionati per le due aziende di Roma Stefer ed ATAC, denominati ufficialmente "TAS" (Treni Articolati Stanga) ed i cui prototipi vedono la luce rispettivamente nel 1938 e 1941 (quest'ultimo in piena guerra e rimase gravemente danneggiato nel bombardamento di Roma del 1943).
La giostra Urbinati vedrà moltissime applicazioni negli anni successivi, sia in campo ferrotranviario che in quello filoviario ed automobilistico.
Fra i veicoli caratteristici della produzione OMS figuravano le 9 elettromotrici 001-009 e 10 rimorchiate a cassa in legno realizzate nel 1928 per l'esercizio sulle tranvie per Recoaro Terme e Chiampo allora esercite dalla Società Tranvie Vicentine, cui fecero seguito nel 1932 le due unità ad accumulatori B.021-022 impiegate sulle linee sociali per Bassano del Grappa e Montagnana.
Nell'aprile del 1941 l'ATAG poneva in servizio un filobus articolato a tre assi, di costruzione Stanga con parte elettrica TIBB, il primo veicolo di questo tipo in Europa, se non nel mondo, immatricolandolo come 8001.
Da allora le Officine Meccaniche della Stanga, accanto alla produzione di filobus e rotabili per ferrovie secondarie e alla revisione di caldaie delle locomotive a vapore, si specializzarono nella realizzazione di rotabili articolati.
Nel 1957, vennero prodotte le automotrici Ade per le Ferrovie della Sardegna.
Nel 1967 iniziarono i lavori per la costruzione di nuovi capannoni in cui la produzione venne trasferita nei primi anni settanta; in tale nuova sede si costruirono i primi autosnodati Fiat 410 O.M.S. da 18 metri. In epoca successiva furono allestiti gli autobus Lancia Esagamma 718 per l'ATM di Milano.
Fra il 1955 e il 1981 la consolidata partnership con il Tecnomasio Italiano Brown Boveri portò alla realizzazione di ben 69 fra elettromotrici e rimorchiate che, suddivise in tre diverse serie, caratterizzarono il panorama delle Ferrovie concesse in Italia. Le elettromotrici Stanga-TIBB erano caratterizzate da un progetto modulare che ne consentiva la facile adattabilità rispetto alle differenti esigenze dei gestori italiani, alla ricerca di un rotabile leggero e dal costo contenuto.
Dal 1981 la OMS entrò a far parte del consorzio Firema, divenuto soggetto autonomo con il nome di Firema Trasporti a partire dal 1993, anno in cui il marchio "Stanga" cessò di essere un costruttore indipendente.
Nell'ultimo periodo lo stabilimento fu dedicato alla costruzione, per conto di Firema, di elettromotrici ferroviarie per clienti fra i quali le FS o l'AMT, gestore della Metropolitana di Genova, fino alla crisi aziendale. Tale situazione condusse la proprietà a decidere nel 2003 la chiusura degli storici impianti padovani, e mettendo in mobilità i 280 dipendenti.

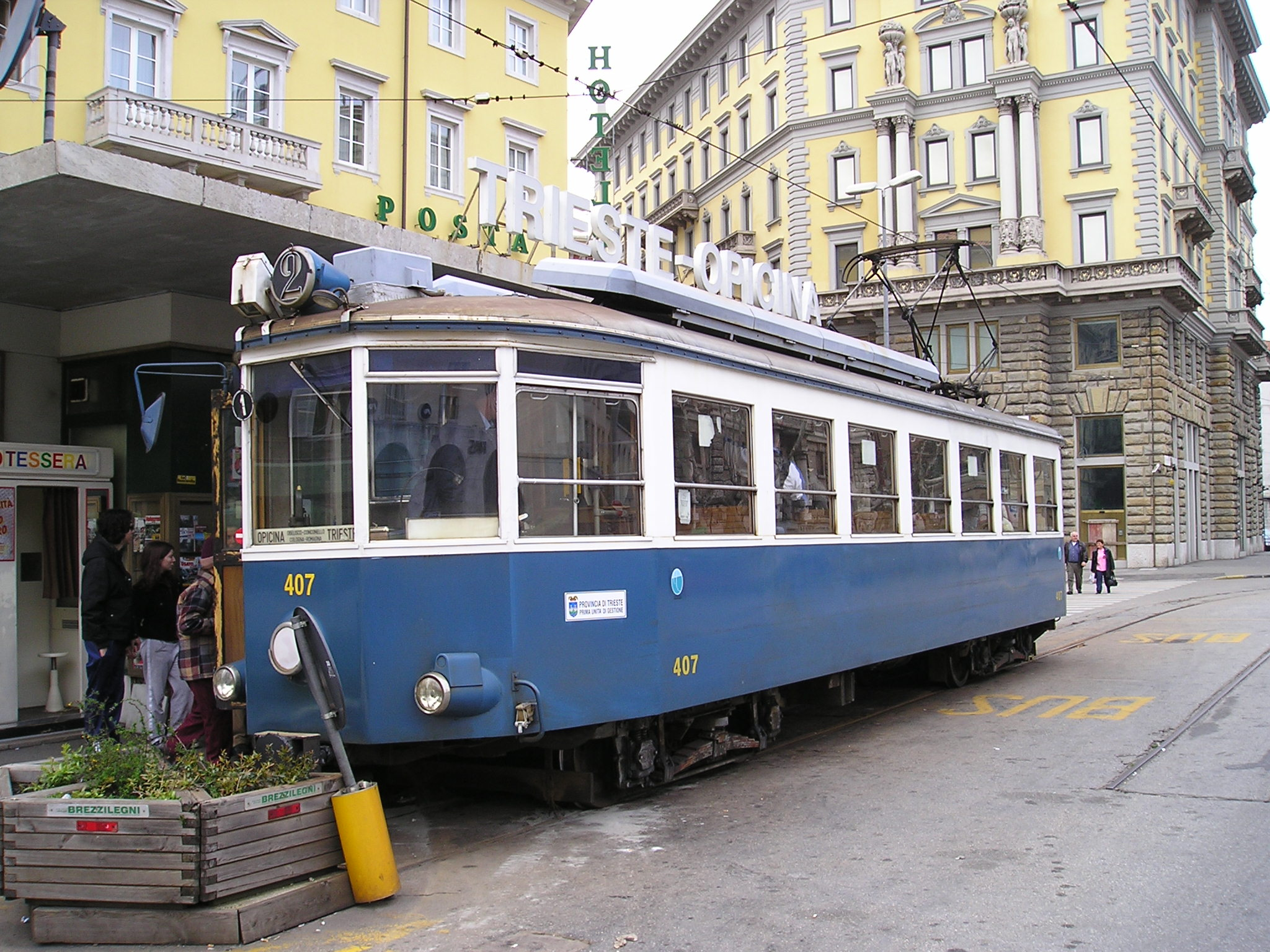
Tram n. 407 sulla tranvia Trieste-Opicina (la serie si compone di sette vetture numerate 401-407)
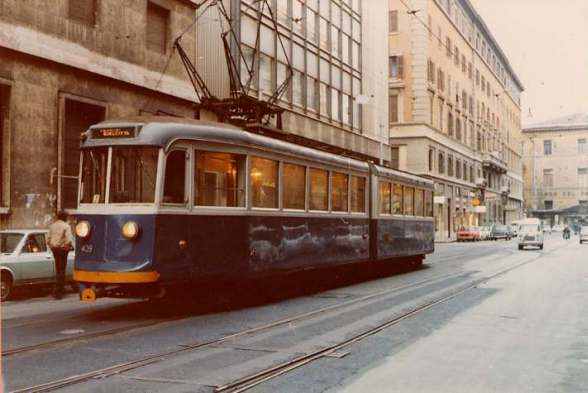
TAS Urbinati n. 409 sulla tranvia Termini-Cinecittà
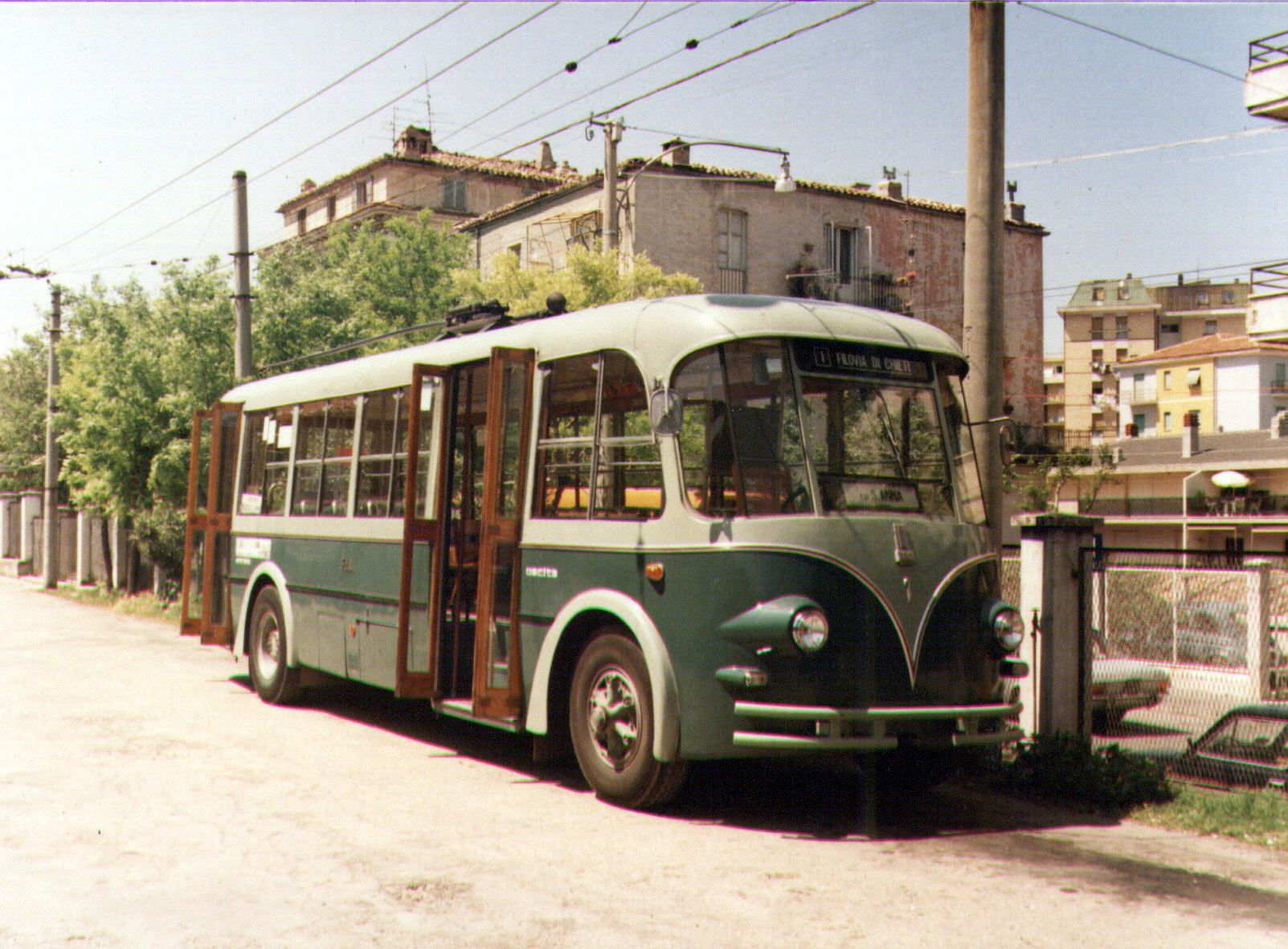
Chieti: filobus Fiat 668F/112
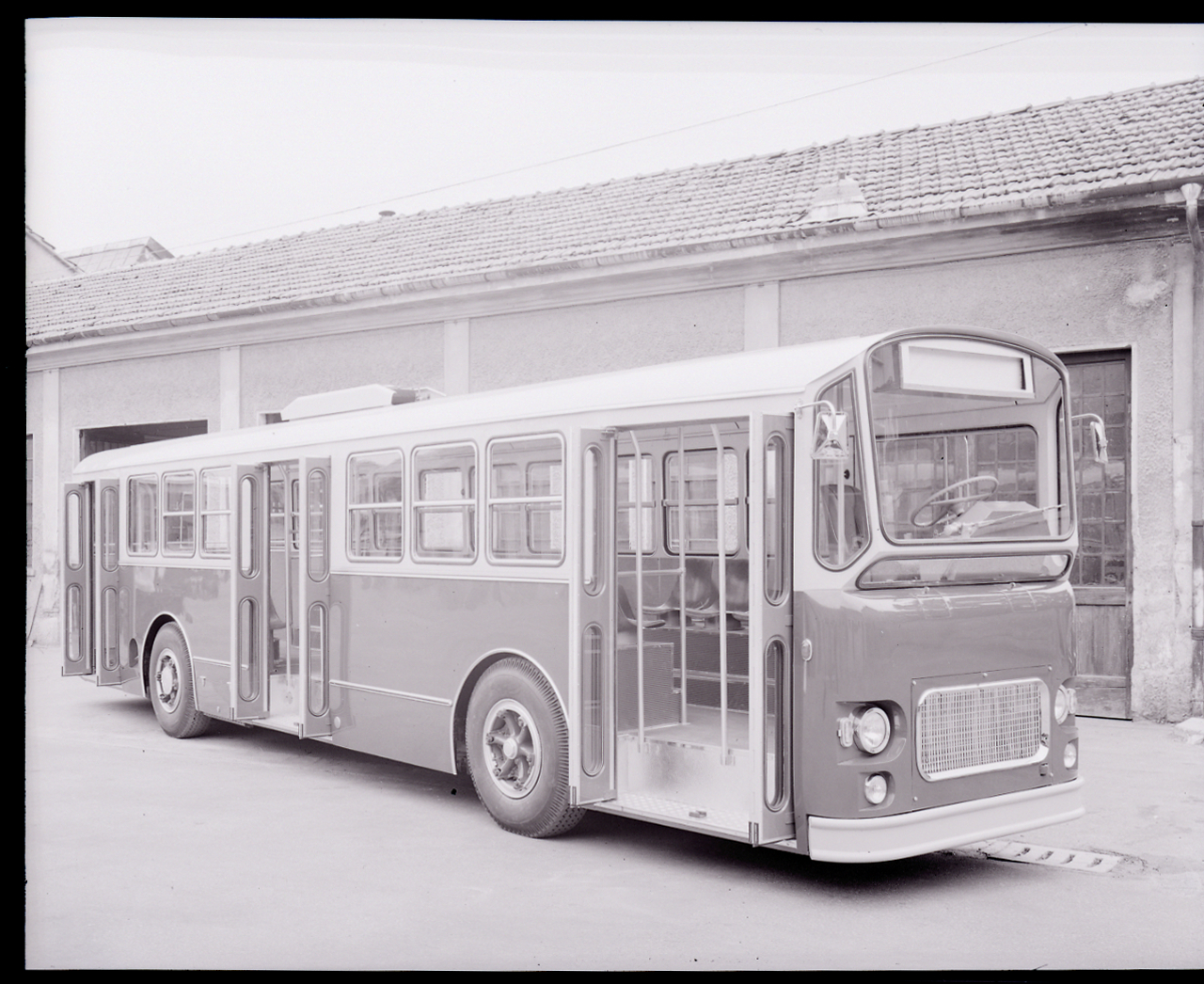
Fiat 410 del 1968. Foto di Paolo Monti.
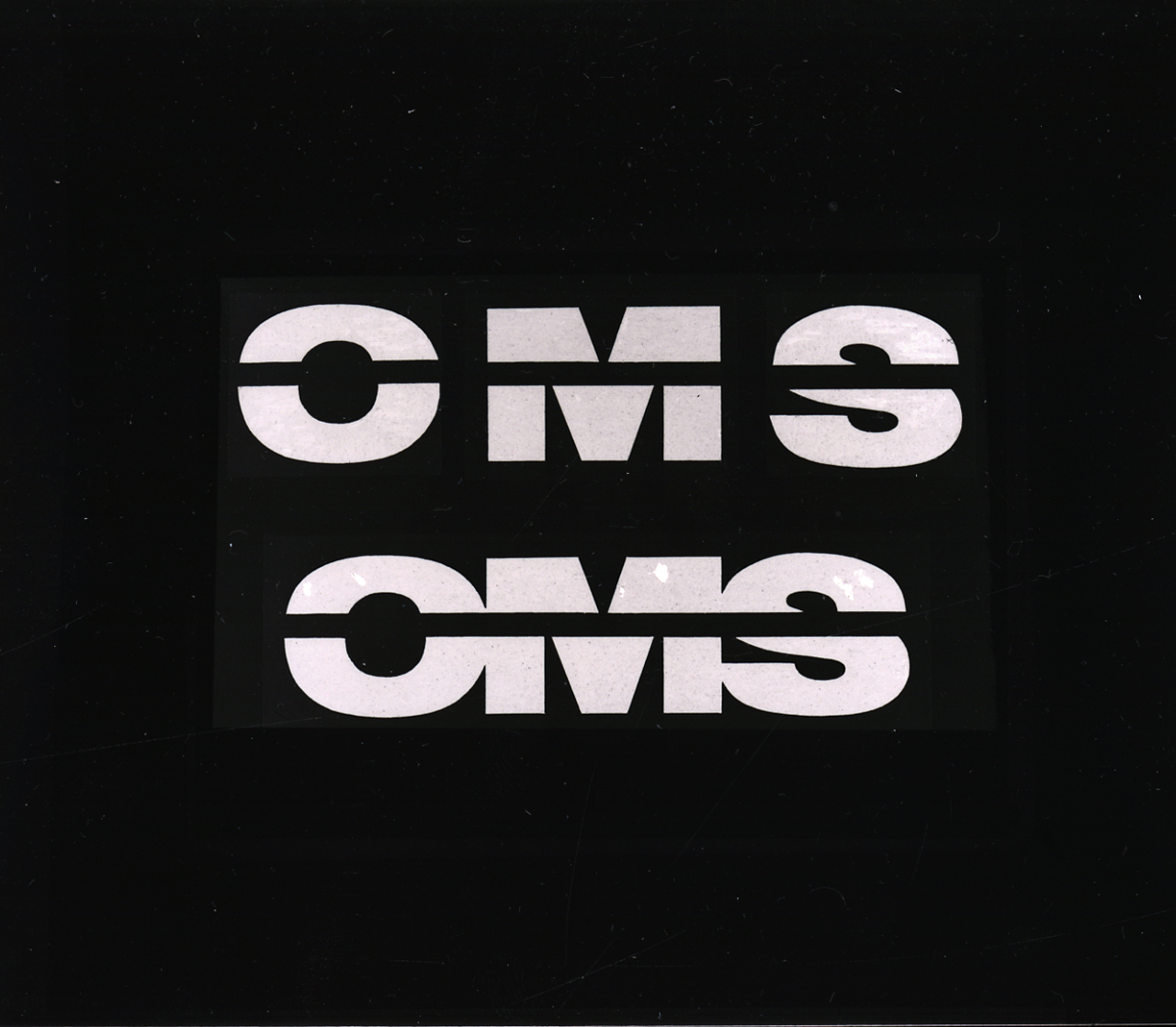
Logo dell'Officina Meccanica della Stanga, disegnato da Albe Steiner, 1968
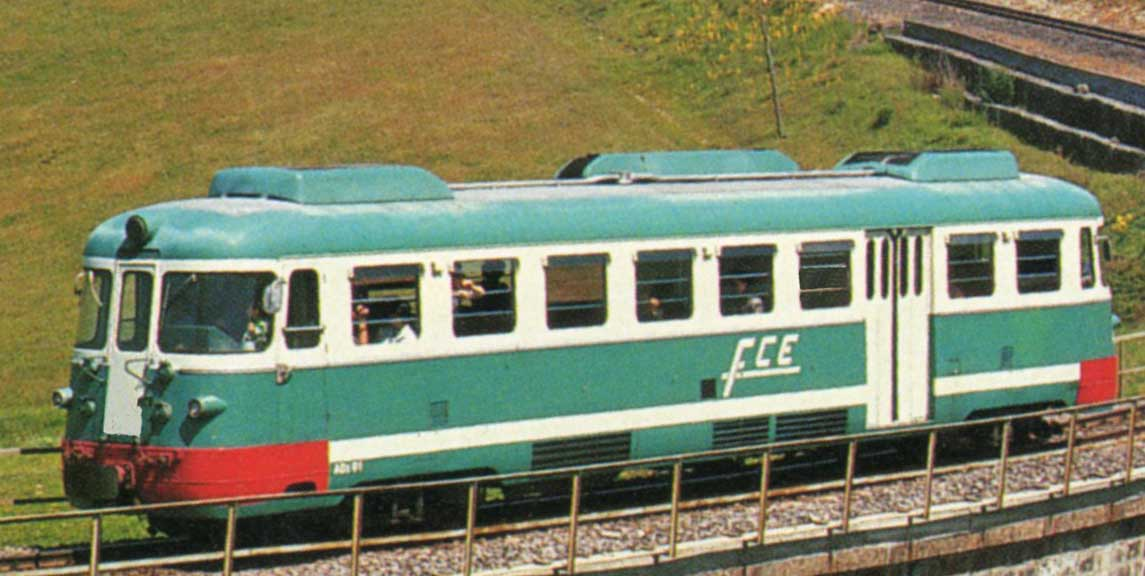
L'automotrice ADe 01 FCE (serie ADe 01-03), di costruzione dei primi anni '60.
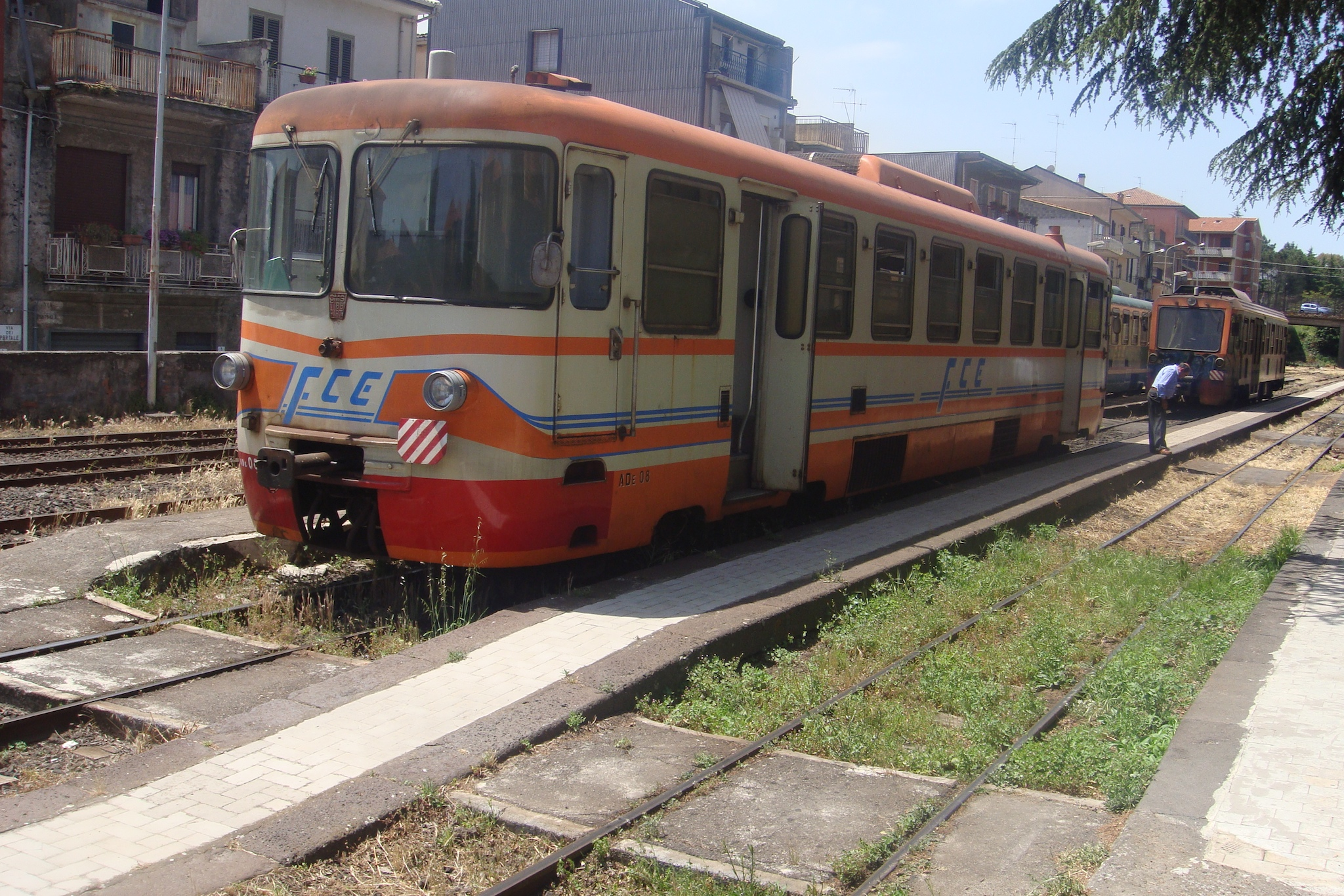
L'automotrice ADe 08 FCE (serie ADe 07-10), del 1970.
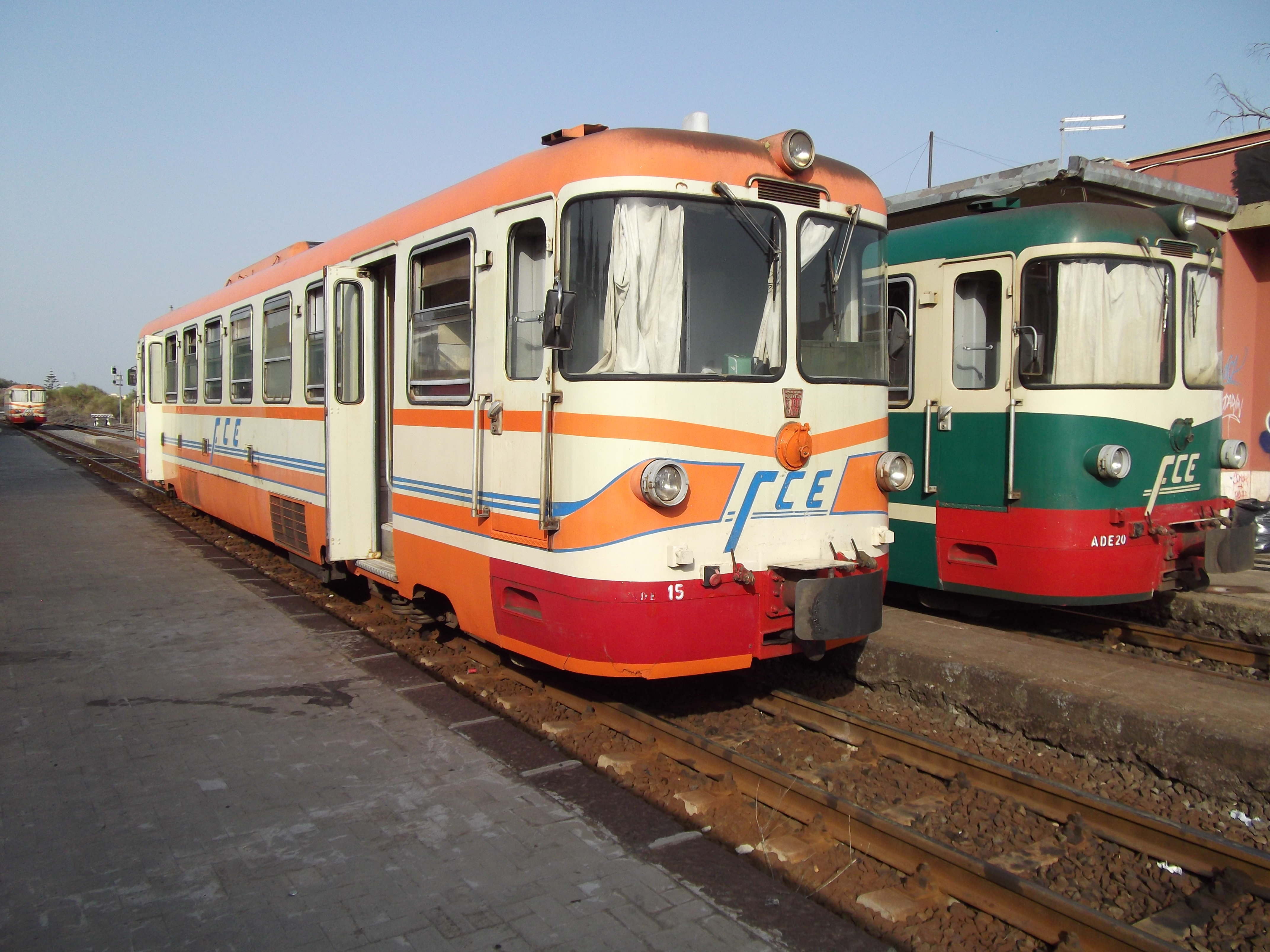
Due automotrici FCE del lotto ADe 11-20, ossia l'ADe 15 (quella arancione), e l'ADe 20 (quella verde), di costruzione di fine anni '70.